# Gruppo del Monte Carmo
Il Gruppo del Monte Carmo è un massiccio montuoso delle Prealpi Liguri, delle quali rappresenta la parte centrale. Si trova in parte in Liguria ed in parte in Piemonte. Prende il nome dal Monte Carmo di Loano.

## Caratteristiche

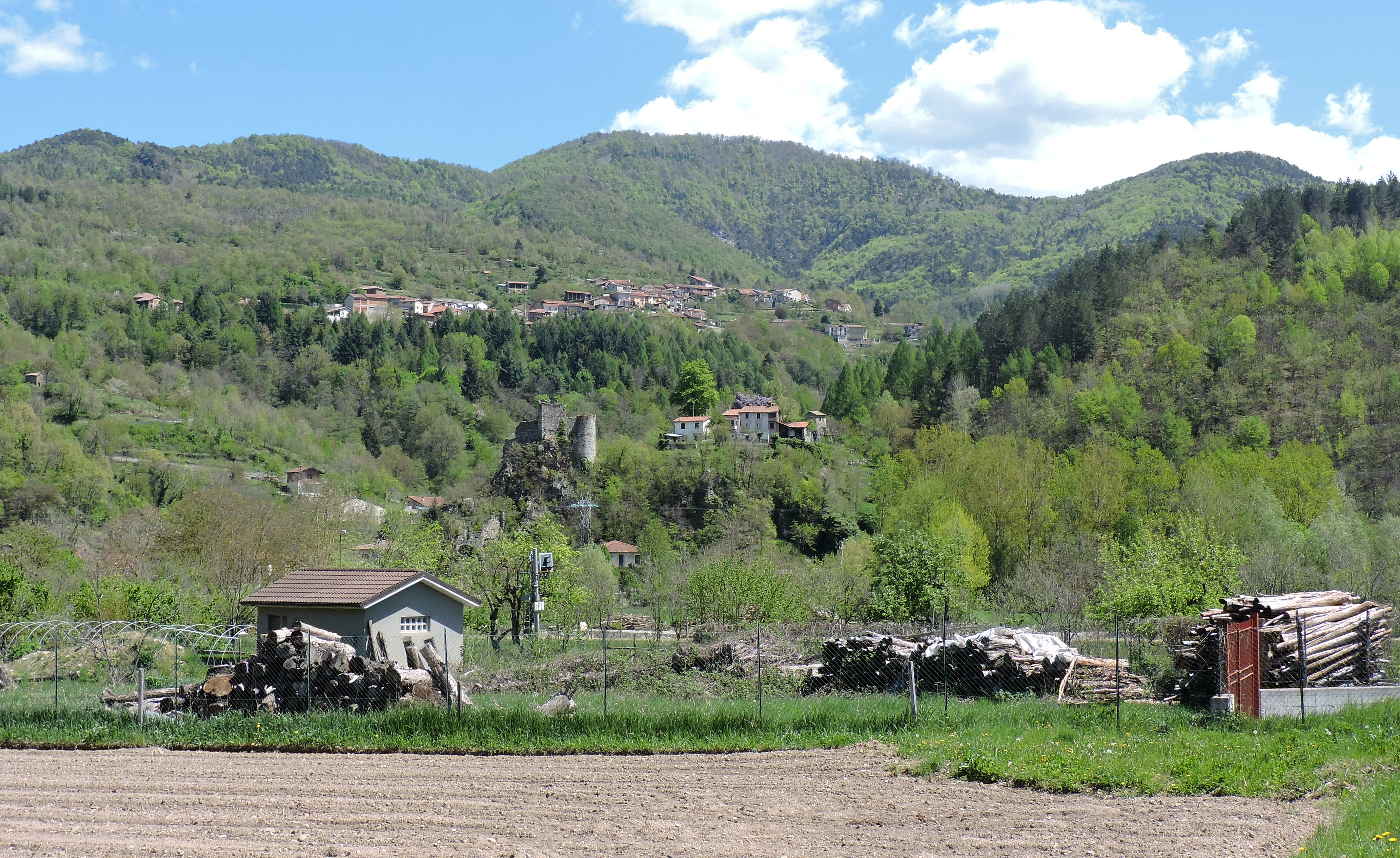
Il Monte Sotta (sul versante padano del gruppo)

Il gruppo si sviluppa a cavallo dello spartiacque tra l'Alta Val Tanaro, la Val Bormida e le valli tributarie del Mar Ligure. 
I suoi confini sono rappresentati a nord-ovest dal Colle San Bernardo, che lo separa da un altro gruppo delle Prealpi Liguri, quello del Galero-Armetta e dal corso del Tanaro, mentre il confine settentrionale è il torrente Cevetta. A est confina con il contiguo Gruppo del Monte Settepani, dal quale è separato dalla Bormida di Millesimo, dal Melogno e dal torrente Maremola. A sud est si affaccia sul Mar Ligure nel tratto di costa compreso tra Andora e Albenga;  infine il confine sud-occidentale è rappresentato dai torrenti Pennavaira e Neva.
Mentre la parte nord-occidentale del gruppo alpino ha caratteristiche ambientali ancora di tipo montano, e in alcuni casi rappresenta il limite meridionale di specie a diffusione alpina come ad esempio Gentiana ligustica, la zona più vicina alla costa è caratterizzata invece da un clima tipicamente mediterraneo.

## Classificazione
La SOIUSA definisce il gruppo del monte Carmo come un gruppo alpino e vi attribuisce la seguente classificazione:
- Grande parte = Alpi Occidentali
- Grande settore = Alpi Sud-occidentali
- Sezione = Alpi Liguri
- Sottosezione = Prealpi Liguri
- Supergruppo = Catena Settepani-Carmo-Armetta
- Gruppo = Gruppo del Monte Carmo
- Codice =  I/A-1.I-A.2

## Suddivisione
Il gruppo è a sua volta diviso in due sottogruppi:
- Costiera del Monte Carmo o Gruppo del Monte Carmo in senso stretto  (a),
- Dorsale Spinarda-Sotta o Displuvio Tanaro - Bormida di Millesimo (b).

I due gruppi sono divisi tra loro dalla Colla Bassa di Garessio.

## Montagne principali

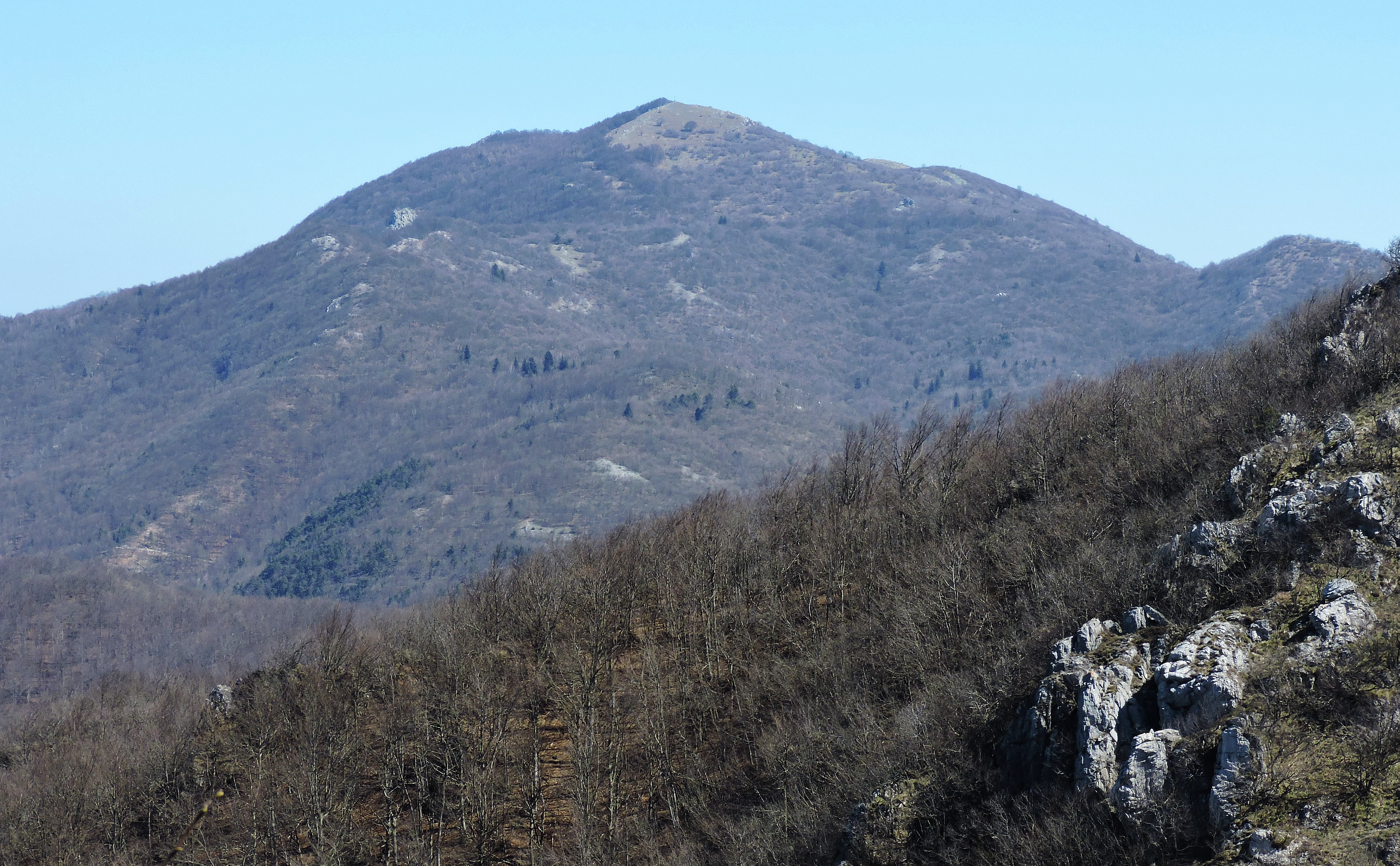
Il Monte Carmo, la montagna più alta del gruppo

- Monte Carmo di Loano (1389 m),
- Monte Spinarda (1357 m),
- Bric Agnellino (1335 m),
- Monte Cianea (1226 m),
- Monte Sotta (1206 m),
- Bric Tencione (1191 m),
- Bric Agrifoglio (1156 m),
- Rocca Barbena (1142 m),
- Monte Lingo (1102 m),
- Bric Zerbi (1028 m).

## Valichi principali

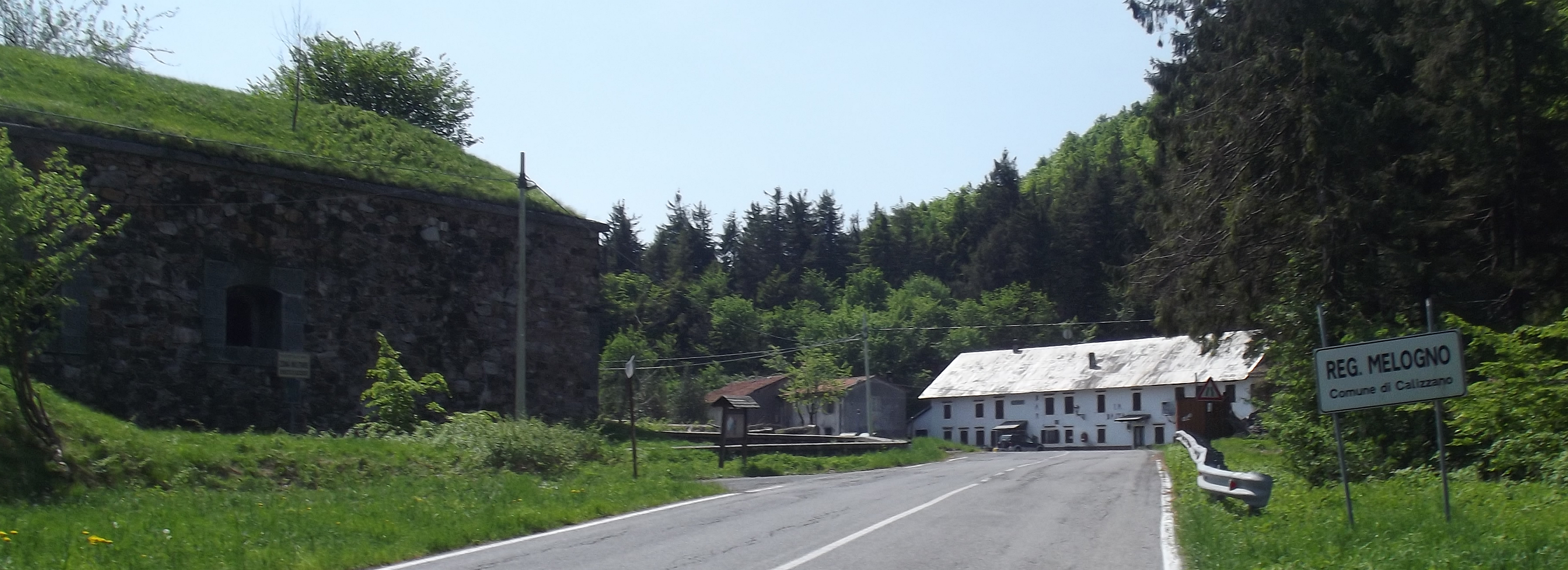
Il forte e le vecchie caserme del Melogno

I principali valichi appartenenti al Gruppo del Monte Carmo sono:
- Giogo di Toirano (801 m),
- Colle Scravaion (814 m),
- Colle dei Giovetti (913 m),
- Colle San Bernardo (957 m),
- Colle della Rionda (989 m),
- Colle del Quazzo (1090 m),
- Colle del Melogno (1027 m).

## Protezione della natura

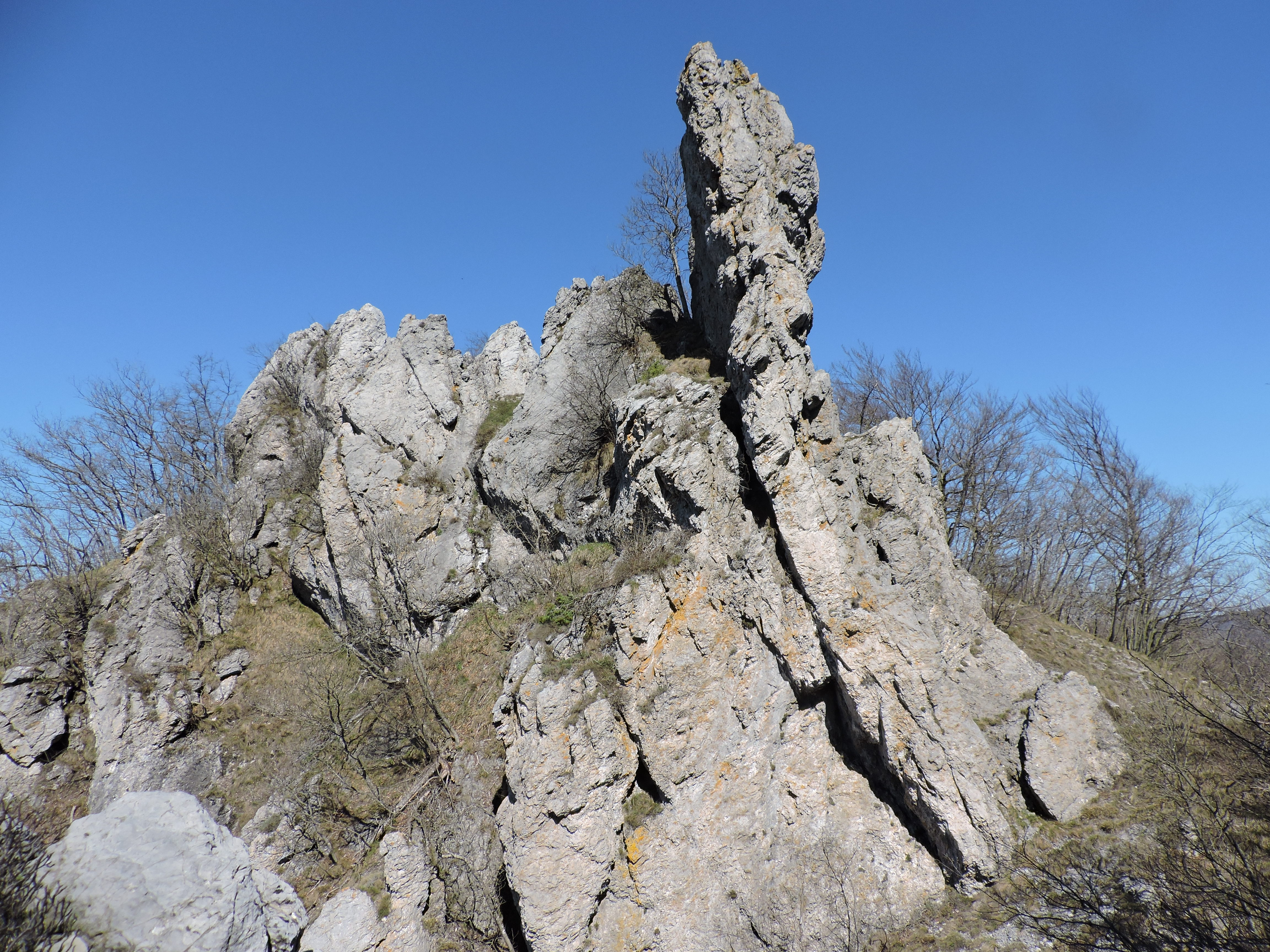
Guglie rocciose presso la Rocca Barbena

Alcuni SIC sono presenti nella zona ligure del gruppo:
- Monte Ravinet - Rocca Barbena;
- Monte Spinarda - Rio Nero;
- Monte Carmo - Monte Settepani  (parzialmente incluso);
- Monte Acuto - Poggio Grande - Rio Torsero;
- Bric Zerbi.

### Cartografia
- Cartografia ufficiale italiana dell'Istituto Geografico Militare (IGM) in scala 1:25.000 e 1:100.000, consultabile on line
- Provincia di Savona - Carta turistica ed escursionistica scala 1:50.000
- Carta tecnica regionale su Limiti Amministrativi (Comunali, Provinciali, Regionali) sc. 1:25000, su geoportale.regione.liguria.it, Regione Liguria, 2011.